# Pasilalie
Pasilalie est un ancien nom commun, utilisé du XVIe au XIXe siècle pour désigner toute langue artificielle basée sur une pasigraphie. Les pasilalies sont des langues a priori. Le mot vient du grec et signifie parler à tous.

Exemples de pasilalies
- Panglosie
- Pasilalie de Burja
- Pasilalie de Paic
- Pasilingua hebraica (F. Lenz, 1887)
- Pasilogie
- Pasitélégraphie (Firmas-Périés, 1811, basée sur la pasigraphie de Maimieux)
- Patoloiglob
- Phonarithmon (W. H. Henslowe, 1840)
- Solresol